# Amtsgericht Nordhorn
Das Amtsgericht Nordhorn  ist ein Gericht der ordentlichen Gerichtsbarkeit und eines von sieben Amtsgerichten im Bezirk des Landgerichts Osnabrück.

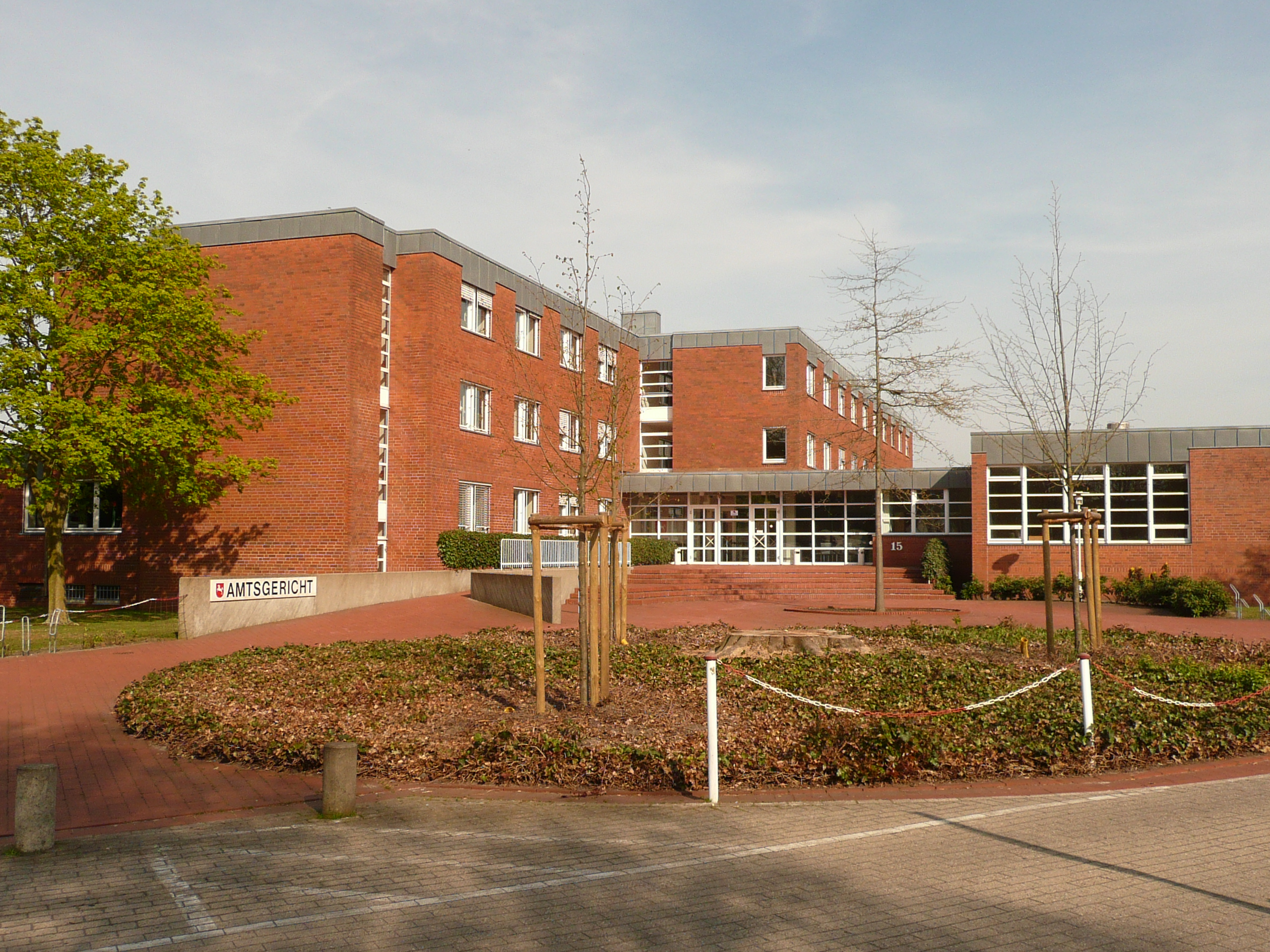
Amtsgericht Nordhorn

Sitz des Gerichts ist Nordhorn im Landkreis Grafschaft Bentheim in Niedersachsen. Das Amtsgericht wurde erst 1955 gegründet.
Dem Amtsgericht Nordhorn ist das Landgericht Osnabrück übergeordnet. Zuständiges Oberlandesgericht ist das Oberlandesgericht Oldenburg.

## Geschichte
Das Amtsgericht Nordhorn blickt auf eine junge Geschichte zurück. Es wurde am 13. Juli 1953 mit dem Gesetz über die Errichtung eines Amtsgerichts in Nordhorn und der Verordnung über die Errichtung des Amtsgerichts Nordhorn vom 10. Februar 1955 gegründet. Traditionelle Gerichtsstandorte in der Grafschaft Bentheim waren Neuenhaus (Amtsgericht seit 1860) und Bad Bentheim (Amtsgericht seit 1857), beides ehemalige hannoversche Ämter.
Im Jahre 1973 kam es im Rahmen der bevorstehenden niedersächsischen Kreisgebietsreform auch zu begleitenden Änderungen im Justizbereich; mit dem Zweiten Gesetz zur Aufhebung kleiner Amtsgerichte vom 7. März 1973 wurden die Amtsgerichte in Neuenhaus und Bad Bentheim aufgelöst. Nordhorn war nunmehr das einzige Amtsgericht im Landkreis.
Standort des Amtsgerichts war zunächst der Stadtring in der Nähe zur Kreisverwaltung, 1985 wurde der Neubau in der Seilerbahn bezogen.